# Alluviobolus laticlavius
Espèce
Statut de conservation UICN

 CR B1ab(i,ii,iii,v)+2ab(i,ii,iii,v) : 
En danger critique
Alluviobolus laticlavius est une espèce de mille-pattes endémique de Madagascar.

## Répartition et habitat
Cette espèce n'a été observée que dans la forêt de Petriky dans le sud-est de Madagascar.